# Kommuna (Schiff)
Das russische Schiff Kommuna (russisch Коммуна) ist ein U-Boot-Bergungsschiff im Dienst der Schwarzmeerflotte. Der Katamaran wurde im November 1912 als Wolchow (russisch Волхов) in der Putilow-Werft in St. Petersburg auf Kiel gelegt. Das Schiff wurde im darauf folgenden Jahr vom Stapel gelassen und am 14. Juli 1915 offiziell in Dienst gestellt. Nach den politischen Umwälzungen in Russland wurde es am 31. Dezember 1922 in Kommuna umbenannt. Es ist das älteste aktive Schiff der russischen Marine.

## Konstruktion
Bei der Kommuna handelt es sich um eine Kombination aus Hebe- und Dockschiff in Katamaran-Bauweise, welches zur Bergung von U-Booten konzipiert wurde und auch als Tender fungieren sollte. Zwischen den beiden Rümpfen befindet sich ein Krandeck, von welchem aus ein verunglücktes oder zu wartendes U-Boot bis auf eine Höhe zwischen den Rümpfen angehoben und dann auf beweglichen Trägern abgelegt werden kann. Als Vorbild für diese Auslegung diente das deutsche Schiff Vulkan. Die Kommuna barg im Laufe ihrer Dienstzeit auch diverse Panzer, Traktoren und Flugzeuge.
Im Laufe der Jahre fanden Modernisierungen sowie zahlreiche Umbauten am Schiff statt, die das Einsatzspektrum erweiterten. 1967 erfolgte eine Umrüstung, um Tauchboote mitführen zu können. Sechs Jahre später wurde das Schiff mit dem Tauchboot AS-6 vom Typ Poisk-2 (Projekt 1832) ausgestattet. Im Oktober 2009 erhielt die Kommuna ein in Großbritannien gebautes Rettungstauchboot vom Typ Pantera Plus, das in Tiefen von bis zu 1000 Metern eingesetzt werden kann. In jüngerer Zeit wurden Tauchboote vom Typ Projekt 1855 vom Schiff aus eingesetzt.

## Geschichte

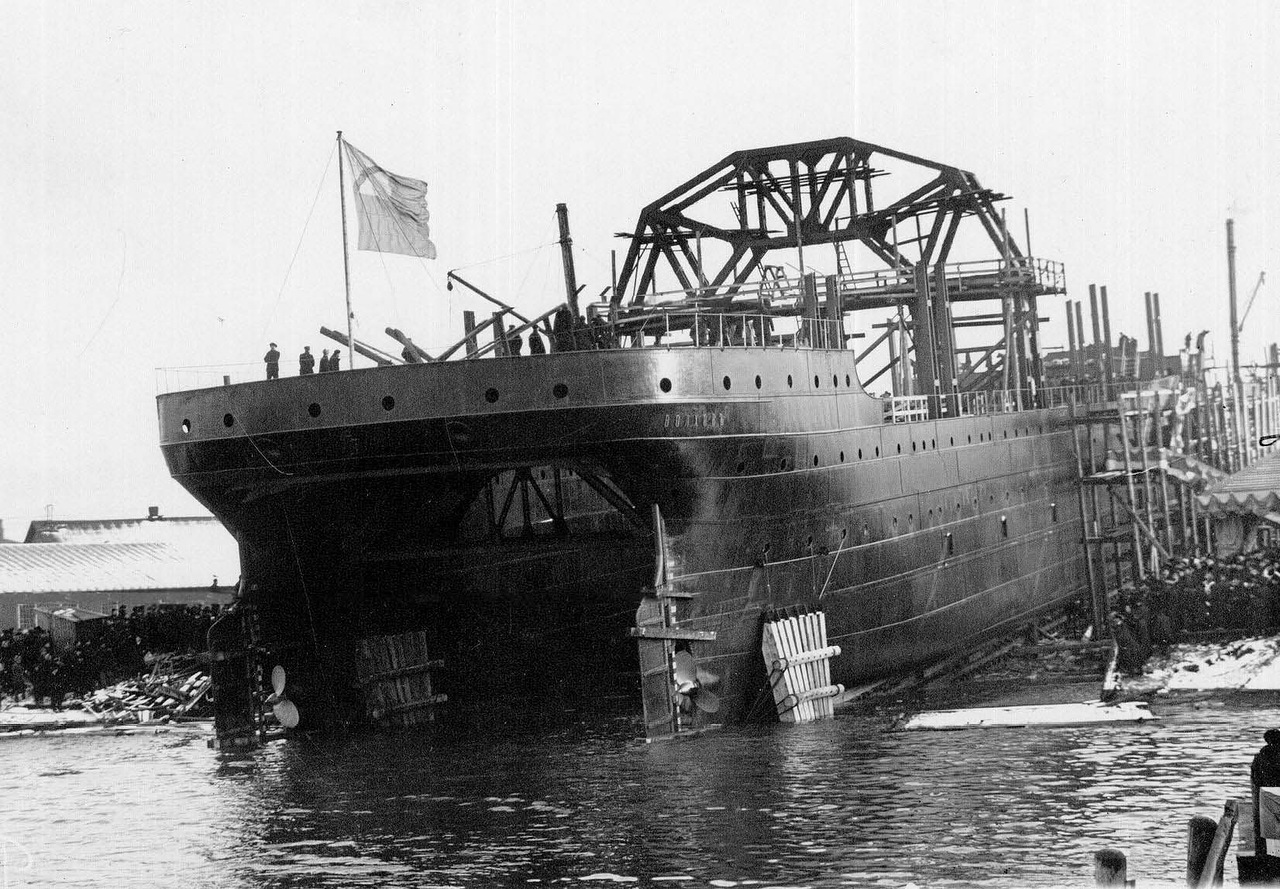
Stapellauf der Wolchow, 1913

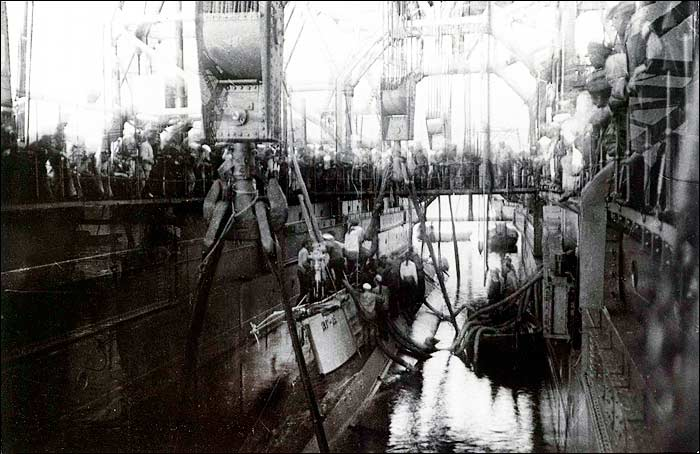
Das U-Boot AG-15 an Bord der Wolchow, 1917

Mit dem Aufkommen der U-Boote als ernst zu nehmende Kriegswaffe ergab sich der Bedarf an einem U-Boot-Hebeschiff. Es sollte zudem Wartungs- und Versorgungsarbeiten durchführen können. Daher gab der Admiralsstab der Kaiserlich Russischen Marine am 30. Dezember 1911 das erste russische Spezialschiff in Auftrag. Ausgeführt wurden die Arbeiten auf der Putilow-Werft in St. Petersburg, welche damals zu den Putilow-Werken (heutzutage Kirowwerk) gehörte und unter dem Namen Sewernaja-Werft weiterhin eigenständig existiert. Der Bauvertrag wurde am 5. Mai 1912 unterzeichnet und das Schiff am 12. November 1912 auf Kiel gelegt. Der Schiffsbauer N. W. Lesnikow leitete den Bau. Am 17. November 1913 erfolgten der Stapellauf und die Taufe auf den Namen Wolchow, nach der gleichnamigen Stadt im Umland von St. Petersburg. Am 15. Juli 1915 wurde die Wolchow in die Baltische Flotte eingegliedert und in Reval stationiert, wo sie als U-Boot-Tender diente.
Im Sommer 1917 hob es zum ersten Mal ein U-Boot; die AG-15 der in den USA entwickelten AG-Klasse war vor Åland gesunken. Am 24. September 1917 barg sie die Edinorog, ein Boot der Bars-Klasse, aus einer Tiefe von 13,5 Metern. Ab Ende 1917 nahm die Wolchow am Russischen Bürgerkrieg teil und unterstützte U-Boote der sowjetischen Ostseeflotte.
Mit dem Sieg der Bolschewiki und der Gründung der Sowjetunion wurde der Name des Schiffes am 31. Dezember 1922 im Sinne der neuen Gesellschaftsordnung in Kommuna geändert. Unter diesem Namen setzte das Schiff seinen Dienst in der Ostsee fort, löschte ein Feuer an Bord des U-Bootes Zmeya und hob das Postschiff Kobchik sowie das Boot Krasnoarmeyets. Im Sommer 1928 barg die Kommuna das britische U-Boot HMS L55 aus einer Tiefe von 62 Metern, das bereits im Juni 1919 im Finnischen Meerbusen versenkt worden war. Dieses Boot diente als Vorlage für die russische Leninets-Klasse. Bis zum Beginn des Zweiten Weltkriegs wurden ein Schlepper, ein Torpedoboot und ein abgestürztes Flugzeug geborgen.
Zum Zeitpunkt der deutschen Invasion im Juni 1941 war die Kommuna in Leningrad stationiert und verblieb dort nach der Beschädigung durch einen Bombenangriff während der Belagerung der Stadt. Von Leningrad aus operierte sie im März 1942 im Ladogasee und barg vier KW-Panzer, zwei Traktoren und 31 weitere Fahrzeuge, die während des Winters bei der Versorgung der belagerten Stadt über den gefrorenen See im Eis eingebrochen waren. 1942 reparierte sie sechs U-Boote der Maljutka-Klasse, rettete Sch-411, ein Boot der Schtschuka-Klasse, und barg den Schlepper Austra, die Schoner Trud und Vodoley-2 sowie mehrere andere Schiffe. 1944 hob sie 14 Wracks mit insgesamt 11.767 Tonnen Gesamtgewicht und reparierte 34 Schiffe. Nach dem Ende der Belagerung wurde der gesamten Besatzung die Medaille „Für die Verteidigung Leningrads“ verliehen.
Im Jahr 1954 erfolgten Umbauten am Schiff. Die alten Dieselmotoren wurden durch modernere Aggregate aus den Niederlanden ersetzt. Im November 1956 lokalisierte die Kommuna das U-Boot M-200 Mest, das am 21. November 1956 bei Paldiski im Finnischen Meerbusen gesunken war. Im Oktober 1957 hob sie das Wrack der M-256. 1967 wurde das Schiff von der Ostsee ins Schwarze Meer verlegt. Es folgte eine weitere Umrüstung für circa 11 Millionen Rubel, um den Einsatz und den Transport von spezialisierten Tauchbooten möglich zu machen. In der weiteren Entwicklung kam 1974 ein Tauchboot vom Typ AS-6 Poisk-2 an Bord, mit dem am 15. Dezember 1974 ein Rekordtauchgang auf eine Tiefe von 2.026 Metern durchgeführt werden konnte. 1977 suchte sie nach einem Suchoi-Su-24-Flugzeug, das vor dem Kaukasus ins Meer gestürzt war und in einer Tiefe von 1.700 Metern vermutet wurde.
Im Jahr 1984 wurde die Kommuna im Trockendock aufgelegt. Geplant war die Übergabe an die Russische Akademie der Wissenschaften und eine Umrüstung als Plattform für Forschungsaufgaben. Mit dem Zerfall der Sowjetunion wurde begonnen, ihr Inventar auszuschlachten.
In den 1990er-Jahren wurde sie für die Rückkehr in die nun russische Schwarzmeerflotte ausgerüstet. 1999 wurde das Schiff vom „Bergungsschiff“ zum „Rettungsschiff“ umklassifiziert und 2012 dem in der Ukraine gelegenen russischen Stützpunkt der Rettungsschiffe in Sewastopol zugeordnet.
Ab April 2022 wurde die Kommuna am Untergangsort des Raketenkreuzers Moskwa eingesetzt, 130 km vor Odessa. Die Moskwa war nach dem russischen Überfall auf die Ukraine versenkt worden. Die Kommuna agierte dabei als Teil eines Konvois aus acht Schiffen, von denen aus das Tauchboot AS-28 zum in etwa 50 Metern Tiefe liegenden Wrack geschickt wurde, mutmaßlich um sensible militärische Daten aus dem ehemaligen Flaggschiff zu bergen.
Am 21. April 2024 wurde die Kommuna laut ukrainischen Angaben bei einem Raketenangriff im Hafen von Sewastopol beschädigt. Der Umfang der Schäden war zunächst nicht bekannt. Russische Quellen bestätigten einen Angriff, der abgewehrt worden sei.